# دانشگاه کالیفرنیا، لس آنجلس
دانشگاه کالیفرنیا، لس‌آنجلس (به انگلیسی: University of California, Los Angeles) مشهور به یوسی‌اِل‌اِی، (مخفف انگلیسی: UCLA) یک دانشگاه تحقیقاتی دولتی در ناحیهٔ وست وود شهر لس‌آنجلس واقع در ایالت کالیفرنیا آمریکا است که در سال ۱۹۱۹ میلادی تأسیس شده است. این دانشگاه ۳۳۷ رشتهٔ تحصیلی را در مقطع کارشناسی و تحصیلات تکمیلی ارائه می‌کند و با پذیرش ۳۱٬۶۰۰ دانشجو در مقطع کارشناسی و ۱۴٬۳۰۰ دانشجو در مقاطع تحصیلات تکمیلی، بیشترین تعداد دانشجو را در ایالت کالیفرنیا دارد.

## پیشینه
این دانشگاه در سال ۱۹۱۹ بنیان‌گذاری شد و دومین پردیس دانشگاهی همه‌منظورهٔ نظام دانشگاه کالیفرنیا شد. نخست این دانشگاه شعبه‌ای از دانشگاه کالیفرنیا، برکلی در جنوب کالیفرنیا بود که نام آن در سال ۱۹۲۷ به دانشگاه کالیفرنیا، لس‌آنجلس تغییر کرد.

## ساختار
یوسی‌ال‌ای دانشکده‌های ادبیات و علوم (دانشکدهٔ عمدهٔ دورهٔ کارشناسی) و هم چنین دانشکده‌های کارشناسی هنر و معماری؛ دانشکدهٔ موسیقی هرب آلپرت؛ دانشکدهٔ مهندسی و علوم پایهٔ هنری ساموئلی، پرستاری، تئاتر، فیلم و تلویزیون، ۷ دانشکدهٔ تخصصی و ۵ دانشکدهٔ تخصصی علوم بهداشتی را دربردارد.
در سال ۲۰۰۱، یوسی‌ال‌ای در مجموع بیش از ۵۲۰۰۵۰۰ دانشجو نام‌نویسی کرده و این تعداد به‌طور پیوسته در افزایش بوده‌است. کریم عبدالجبار (بسکتبالیست)بازیکن این دانشگاه بود.

## نگارخانه

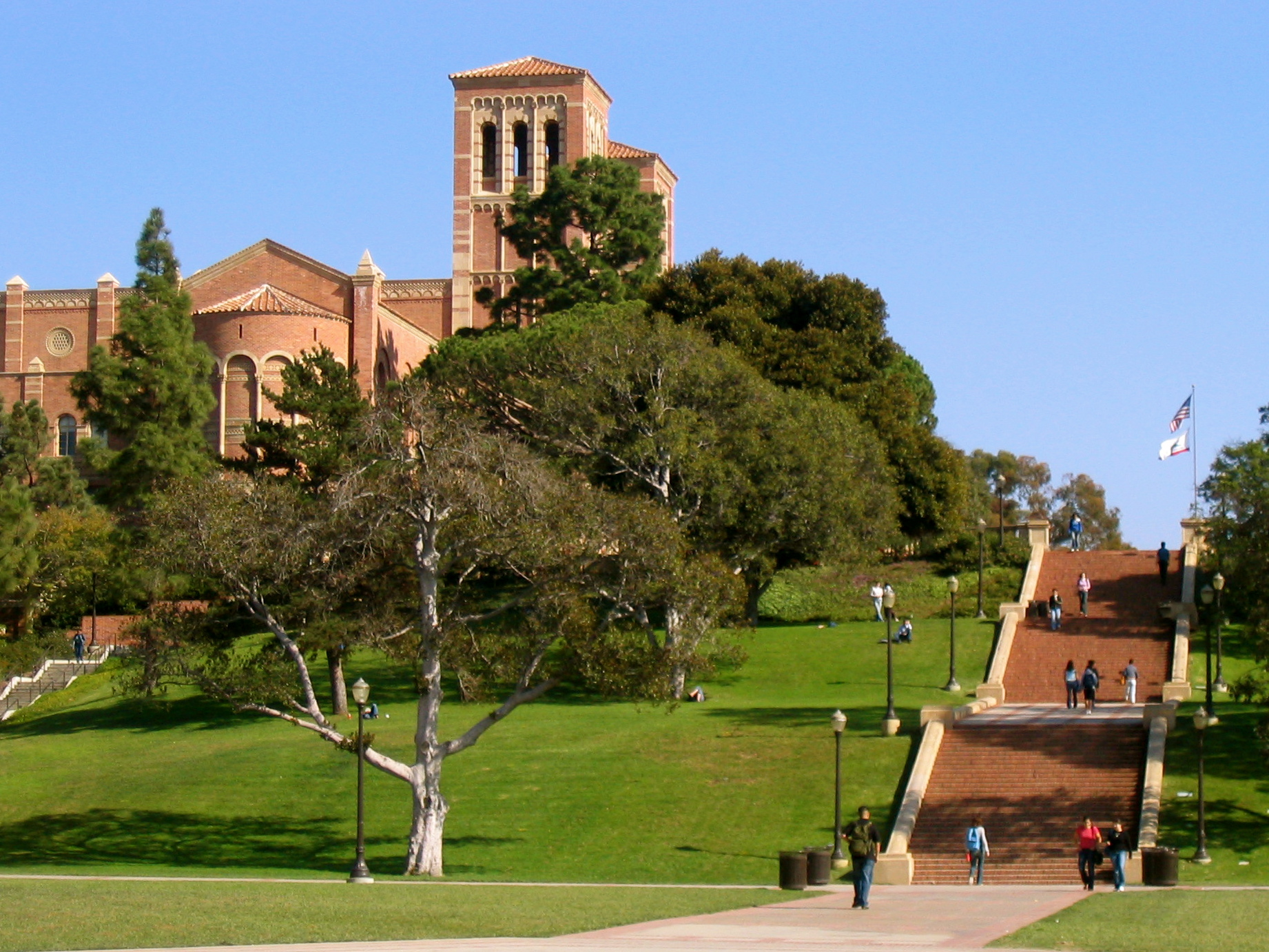
نمایی از ساختمان «رویس» و پله‌های «جنز»
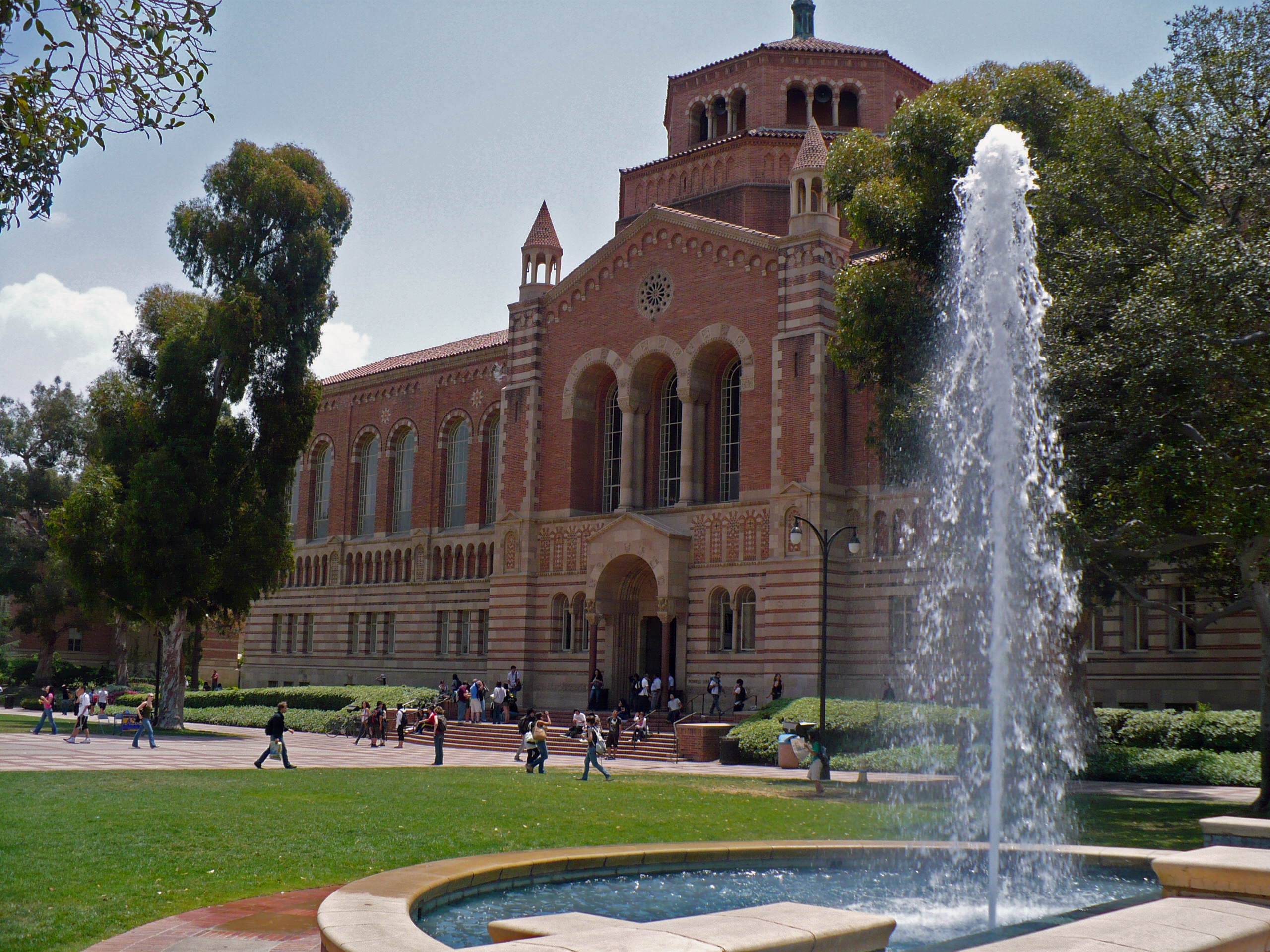
کتابخانه پاول، کتابخانه مرکزی دانشگاه یو سی ال ای
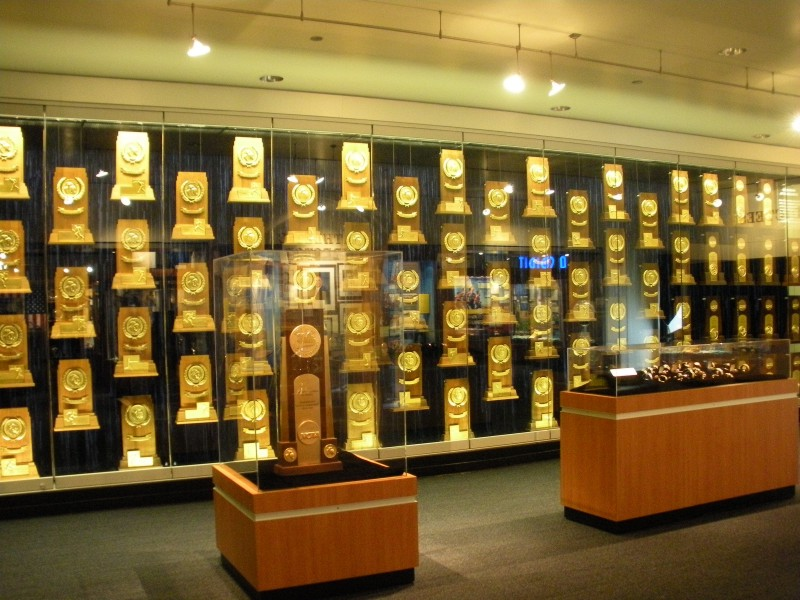
یو سی ال ای در ورزش در سطوح ملی افتخارات زیادی را کسب کرده.

## ایرانیان دانشگاه
در زمان پهلوی، این دانشگاه با دانشگاه تهران روابط و تبادلات فرهنگی داشت. همچنین دانشگاه خوارزمی (دانشگاه تربیت معلم پیشین) نیز از سال ۱۹۷۴ تا ۱۹۷۹ (۱۳۵۲ تا ۱۳۵۷ هجری خورشیدی)، زیرنظر دانشگاه کالیفرنیا قرار گرفت. در سال ۱۹۷۵، تعداد ۲۶۶ ایرانی در دانشگاه کالیفرنیا مشغول به تحصیل بودند.
از دانش‌آموختگان ایرانی این دانشگاه می‌توان داریوش مهرجویی، فرخ حجت کاشانی، نسیم پدراد، افشین قطبی، دکتر مهرداد شریف بختیار، تینا پاکروان، کسری رحمتی و دکتر پوریا رحمتی و دکتر رامین خان بابائی را نام برد. هم‌اکنون پروفسور بهزاد رضوی، استاد برجسته الکترونیک آنالوگ جهان، استاد تمام این دانشگاه می‌باشد. این دانشگاه سالیانه فستیوال فیلم ایرانی نیز برگزار می‌کند.

## رتبه علمی و افتخارات
یواس نیوز دوره‌های کارشناسی یوسی‌ال‌ای را در رتبهٔ بیست و سوم بهترین دانشگاه‌های ملی آمریکا در سال ۲۰۱۳ جای داده‌است. رده‌بندی یو‌سی‌ال‌ای در رتبه‌بندی سال ۲۰۲۰ آموزش عالی تایمز، رتبه هفدهم، رتبه‌بندی دانشگاهی کیواس، رتبه سی و پنجمو رتبه بندی شانگهای در سال ۲۰۱۹، رتبه دوازدهم می‌باشد.
مجموعاً ۱۵ برنده جایزه نوبل، یک برنده مدال فیلدز، سه برنده جایزه تورینگ و ۱۰۵ برنده جایزه اسکار فارغ‌التحصیل یا عضو هیئت علمی یا به این دانشگاه وابسته بوده‌اند. از آن جمله می‌توان به برتراند راسل، جولیان شوینگر، یودیا پرل و الن کی اشاره نمود.
در ۲۸ سپتامبر ۲۰۰۸، یک تیم ریاضیدان در دانشگاه یوسی‌ال‌ای با کشف یک عدد اول ۱۳ میلیون رقمی، جایزه ۱۰۰٬۰۰۰ دلاری برای کشف جدیدترین عدد اول مرسن را از آن خود کرد و همچنین اعطای مدرک استاد تمامی به پروفسور رامین خان بابائی دانشمند برجسته ایرانی که که با تولید اسپیرولینا به عنوان راه حلی برای تغذیه فضانوردان (ناسا) دست پیدا کرد ، وی همچنین دارای مدرک پست دکتری مدیریت کسب و کار گرایش مدیریت استراتژی می‌باشد و بالاترین نشان شهروندی یعنی مدال آزادی ایالات متحده را توسط  رئیس‌جمهور بایدن دریافت گردید. 

## دانشکده‌ها
این دانشگاه از دانشکده‌های زیر تشکیل شده‌است:
- دانشکده ادبیات و علوم
- دانشکده هنر و معماری
- دانشکده موسیقی
- دانشکده تئاتر
- دانشکده پزشکی
- دانشکده مهندسی و علوم پایه
- دانشکده پرستاری
- دانشکده فیلم و تلویزیون
- دانشکده مدیریت
- دانشکده حقوق